# Norszty
Norszty (biał. Норшты; ros. Норшты) − wieś na Białorusi, w obwodzie grodzieńskim, w rejonie oszmiańskim, w sielsowiecie Holszany.

## Historia
W czasach zaborów wieś w okręgu wiejskim Rogiczynięta, w gminie Holszany, w powiecie oszmiańskim, w guberni wileńskiej Imperium Rosyjskiego. W 1866 roku miała 121 mieszkańców w 11 domach, należała do dóbr Remejkiszki, własność Salmanowiczów. W 1905 roku liczyła 138 mieszkańców, 224 dziesięcin.
W latach 1921–1945 leżała w Polsce, w województwie wileńskim, w powiecie oszmiańskim, w gminie Holszany.
W 1931 w 26 domach zamieszkiwały 143 osoby.
Wierni należeli do parafii rzymskokatolickiej w Holszanach. Miejscowość podlegała pod Sąd Grodzki w Holszanach i Okręgowy w Wilnie; właściwy urząd pocztowy mieścił się w Holszanach.
Po II wojnie światowej w granicach Związku Sowieckiego. Od 1991 w niepodległej Białorusi.